# Veelkleurige kielspriet
De veelkleurige kielspriet (Poecilus versicolor) is een keversoort uit de familie van de loopkevers (Carabidae). De wetenschappelijke naam van de soort werd in 1824 gepubliceerd door Jacob Sturm.